# Veselí nad Moravou
Veselí nad Moravou (niem. Wessely an der March) − miasto w Czechach, w kraju południowomorawskim. Według danych z 31 grudnia 2003 powierzchnia miasta wynosiła 3545 ha, a liczba jego mieszkańców 12 081 osób.
Na prawym brzegu Morawy znajduje się mała hydroelektrownia z turbiną „SemiKaplan S” o średnicy 1000 mm wybudowana w 2002 przez NAVIMOR-INVEST z Gdańska.

## Demografia
| Rok             | 1970   | 1980   | 1991   | 2001   | 2003   |
| --------------- | ------ | ------ | ------ | ------ | ------ |
| Liczba ludności | 10 512 | 12 464 | 12 516 | 12 261 | 12 081 |

Źródło: Czeski Urząd Statystyczny

## Miasta partnerskie
- Crespellano  Włochy
- Malacky  Słowacja
- Żnin  Polska